# Sake Lieuwe Tiemersma
Sake Lieuwe Tiemersma (Wommels, 16 maart 1912 – Leeuwarden, 10 juni 1986) was een Nederlands componist, organist, dirigent, klarinettist en hoboïst. Voor bepaalde werken gebruikte hij ook de pseudoniemen Selté en Emil Kas.

## Levensloop
Tiemersma was al op 18-jarige leeftijd dirigent van verschillende harmonie- en fanfareorkesten in de omgeving van Wommels. Eveneens was hij als organist werkzaam. In 1947 kwam hij met de bekende muziekuitgever Pieter Jan Molenaar uit Wormerveer in contact, die hem vroeg bewerkingen van klassieke muziek voor blaasorkesten te schrijven. Later zijn dan ook eigen composities voor harmonie- en fanfareorkesten ontstaan.
Zijn jeugdjaren waren zeer armoedig, maar toch haalde hij het mulo-diploma. Van zijn 8e tot rond zijn 12e jaar kreeg hij les van Anne Risselada op het harmonium. Toen Sake 16 jaar was, verhuisde hij naar Leeuwarden, alwaar hij de solo-klarinet ging bespelen in de harmonie "Looft den Heer", toen o.l.v. Emiel van Wageningen. Klarinetles heeft hij nooit gehad, hij leerde alles door zelfstudie uit een Amerikaans muziekboek. Later studeerde hij hobo bij R. Molenaar uit Arnhem en Sake werd toen eerste hoboïst in "Looft den Heer".
Op 18-jarige leeftijd werd Sake Tiemersma dirigent van zijn eerste korps "Fanfare de bazuin" uit Britsum, dit op aanraden van Emiel van Wageningen. Daarna volgde hij de orgelopleiding bij Roelof Beintema in Leeuwarden en nam enkele privélessen bij George Stam, maar deze was te duur.
Tot in de Tweede Wereldoorlog was hij timmerman, kerkorganist en dirigent van enkele muziekverenigingen. De eerste opleiding voor "hafa"-dirigent kreeg van de genoemde Emiel van Wageningen, toenmalig instructeur bij de Kapel van de Landmacht in Assen. Na de bevrijding volgde de opbouw van het amateurmuziekleven. Sake kreeg van Gerard Boedijn les in HaFa-directie, in december 1947 slaagde Sake Tiemersma met als instructiekorps Amsterdamse Politiekapel. Dit was de enige keer dat de "kapel" aan deze examens meewerkte.
Rond die tijd was hij ook de 1e hoboïst in de Leeuwarder Orkest Vereniging (voorloper van het Frysk Orkest). Ook rond 1947 dateert het eerste contact met Piet Molenaar van de muziekuitgeverij in Wormerveer. Tot begin jaren 1960 heeft Sake Tiemersma een 20-25 tal arrangementen voor uitgeverij Molenaar geschreven eerst zonder, later met naamsvermelding.
Het meest verkochte werk was de kerktonele harmonisatie van de 150 psalmen in het oorspronkelijke ritme en de instrumentatie hiervan voor harmonie en fanfare. Van jongere datum zijn het schrijven van intonaties en harmonisaties van een aantal liederen uit het liedboek 4, benevens "Intrada en Fughetta" over het Sernè-lied "Dat ons loflied vrolijk rijze". Een en ander op verzoek van de muziekadviescommissie van de Nederlandse Federatie van Christelijke Muziekbonden (NFCM).
Sake Lieuwe Tiemersma heeft voor zijn hele werk in 1971 de Koninklijke onderscheidingsmedaille in goud, verbonden aan de Orde van Oranje Nassau, gekregen.
Hij heeft vanaf 1930 tot aan zijn pensioen in 1978 vele korpsen geleid. Bij bijna alle verenigingen nam hij de leerlingopleiding (blazers) zelf ter hand voordat de orkestrepetities van de reguliere avonden plaatsvonden. Een aantal van zijn leerlingen zijn topmuzikanten geworden, hetzij in gerenommeerde brassbands als wel in symfonieorkesten en zelfs dirigenten en componisten/arrangeurs.
De laatste jaren van zijn leven dirigeerde hij geen korpsen meer, maar gaf nog enkele vaklessen voor organisten. Ook fungeerde hij vaak als jurylid bij solistenconcoursen, regionale festivals en dito concoursen.
Tevens was hij vakdocent aan de muziekschool in Harlingen en Franeker.

## Composities
- Harmonie in fanfare
- Intrada en fughette: Dat ons loflied
- Hymne a la nuit
- Muziek bij een volksfeest
- Psalm 150
- Holy City (De heilige stad)
- Paraphrase over gezang 221
- 1e Koraal-suite
- Koraal fantasie over het Lutherlied
- Gij hebt Uw land o Heer (Ps 85)
- Rondom de kribbe
- Divertimento (pseudoniem: Emil Kas)
- Mars voor Den Helder
- Drie variaties over: Gelukkig is het land
- Lied zonder woorden
- Praeludium en Hymne
- Sonatine voor 2 cornets
- Des Hirten Sonntagslied
- Mars en Hymne
- Trumpet Voluntary voor Harmonie
- Trumpet Voluntary voor 2 trom. en Piano
- Kleine Partita: ick wil mij gaen vertroosten
- De Parelvissers
- Voorspel en bruidskoor Lohengrin
- Friesland raps nr. 1 (pseudoniem: Emil Kas)
- Friesland raps nr. 2 (pseudoniem: Emil Kas)
- De Findels Heech (pseudoniem: Emil Kas)
- Ouverture in Franse vorm (Ps 33)
- Z.W.H. lied
- Jubel ouverture
- Drie variaties 15de-eeuws adventslied
- Inventionen op de finalis A
- Mars van de stad Dokkum
- Fransosische Lustspiel Ouverture
- Kommt ein Fogel geflogen
- Selectie vijf kerstliederen
- Fantasie Het Kroningslied
- My truly fair (pseudoniem: Selte)
- Montevideo (pseudoniem: Selte)
- Suikerbossie (pseudoniem: Selte)
- The Shepherd song (pseudoniem: Selte)
- Lied van de ijssel (pseudoniem: Selte)
- Die Forsterlieserl (pseudoniem: Selte)

## Sake Lieuwe Tiemersma vanaf 1930 dirigent van de fanfareorkesten
| Jaar begin                         | jaar einde                                      | naam van de vereniging                         | plaats        |
| ---------------------------------- | ----------------------------------------------- | ---------------------------------------------- | ------------- |
| 1947 (vervanger); 1948             | 1974                                            | Fanfare Concordia                              | Gaastmeer     |
| 1933                               | 1964 (tot opheffing)                            | Fanfare Asaf                                   | Lollum        |
| 1948                               | 1969                                            | Fanfare Concordia                              | Sexbierum     |
| 14 oktober 1952                    | 23 augustus ????                                | Fanfare Soli Deo Gloria                        | Wieringermeer |
| 1960                               | einde 1970                                      | Christelijke Muziekvereniging "De Bazuin"      | Tzummarum     |
| 1930                               | 1935                                            | Fanfare "De bazuin"                            | Britsum       |
| 1e: 1934; 2e: 1950; 3e: einde ???? | 1e: 1939; 2e: september 1952; 3e: februari 1956 | Fanfare Excelsior                              | Rijperkerk    |
| 1946                               | 1958                                            | Fanfare Speelt Wel                             | Suawoude      |
| 1e: 1941; 2e: 1945                 | 1e: 1943; 2e: 1947                              | Fanfare Wilhelmina                             | Oosterend     |
| ????                               | ????                                            | Fanfare Euphonia (een half jaar als vervanger) | Wommels       |
| 1 mei 1953                         | 20 januari 1956                                 | Fanfare Sursum                                 | Andijk        |
| 1962                               | 1965                                            | Fanfare Concordia                              | Balk          |
| 1949                               | 1954                                            | Fanfare Hallelujah                             | Menaldum      |
| 1945                               | 1969                                            | Fanfare Prijst den Heer                        | Tzum          |
| 26 februari 1945                   | 1948                                            | Christelijke Muziekvereniging De Bazuin        | Berlikum      |
| 1946                               | 1949                                            | Fanfare Euphonia                               | Huizum        |
| 1947                               | 1949                                            | Fanfare Concordia                              | IJlst         |
| 1946                               | 1952                                            | Fanfare Excelsior                              | Burgwerd      |
| ????                               | ????                                            | Fanfare Oranje (een half jaar als vervanger)   | Witmarsum     |